# Oberliga 1949-1950
L'edizione 1949-50 della Oberliga vide la vittoria finale del Stoccarda.

## Fase finale

### Ottavi di finale
| Arbitro: | Heuck |

|                 |           |                          |
| Walter 43’, 70’ | Marcatori | 20’ Abromeit 87’ Termath |

| Arbitro: | Rannersmann |

|                              |           |                         |
| Schade 43’ Hoffmann 62’, 85’ | Marcatori | 17’ Klodt 29’ Zielinski |

| Arbitro: | Szymalek |

|              |           |  |
| Severin 113’ | Marcatori |  |

| Arbitro: | Burmeister |

|               |           |                           |
| Kasperski 32’ | Marcatori | 41’, 70’ Vigne 64’ Löttke |

| Arbitro: | Rosenkranz |

|                                |           |           |
| Guhre 35’ (aut.) Baitinger 83’ | Marcatori | 5’ Vetter |

| 21 maggio 1950                                                           | Kickers Offenbach | 3 – 1 referto | TeBe Berlino |  |
| \| \| \| \| \| Kaufhold 19’, 51’ Buhtz 63’ \| Marcatori \| 83’ Berndt \| |                   |               |              |  |
|                                                                          |                   |               |              |  |
| Kaufhold 19’, 51’ Buhtz 63’                                              | Marcatori         | 83’ Berndt    |              |  |

| Arbitro: | Ruhmann |

|                                   |           |  |
| Kruppa 22’, 85’ Sump 54’ Beck 80’ | Marcatori |  |

| Arbitro: | Fink |

|                                                                |           |  |
| Wojtkowiak 1’, 47’, 60’, 72’ Rohrberg 18’ Adamkiewicz 29’, 31’ | Marcatori |  |

#### Ripetizione
| Arbitro: | Gabriel |

|                                   |           |                        |
| Baßler 55’ Walter 70’ Walter 116’ | Marcatori | 31’ Kleina 36’ Termath |

### Quarti di finale
| Arbitro: | Hamm |

|                                                               |           |                 |
| Schlienz 14’ Bühler 42’ Läpple 52’ Blessing 75’ Baitinger 78’ | Marcatori | 50’, 83’ Walter |

| Arbitro: | Hoppe |

|                             |           |                |
| Brenzke 36’ (rig.) Nöth 45’ | Marcatori | 48’ Zimmermann |

| Arbitro: | Witthaus |

|                                   |           |                              |
| Buhtz 61’ Wirsching 81’ Weber 88’ | Marcatori | 4’ Adamkiewicz 6’ Wojtkowiak |

| Arbitro: | Liebig |

|                       |           |           |
| Severin 49’ Drost 75’ | Marcatori | 63’ Vigne |

### Semifinali
| Arbitro: | Schmetzer |

|                                         |           |            |
| Bühler 34’, 57’ Blessing 39’ Läpple 75’ | Marcatori | 11’ Schade |

| Stoccarda 11 giugno 1950 | Preußen Dellbrück | 0 – 0 (d.t.s.) referto | Kickers Offenbach | Neckarstadion (25.000 spett.)\| Arbitro: \| Burmeister \| |
| Arbitro:                 | Burmeister        |                        |                   |                                                           |

#### Ripetizione
| Arbitro: | Heuck |

|  |           |                                |
|  | Marcatori | 1’ Kaufhold 73’ Baas 74’ Weber |

### Finale
| Berlino 25 giugno 1950 | Stoccarda  | 2 – 1 referto                                                                     | Kickers Offenbach | Olympiastadion (96.000 spett.) |
| \| \| \| \| \| Läpple 17’ Bühler 27’ \| Marcatori \| 47’ Buhtz \| \| Schmid Retter Steimle Otterbach Ledl Barufka Läpple Schlienz Bühler Baitinger Blessing \| Formazioni \| Schepper Emberger Magel Schreiner Picard Keim Kaufhold Wirsching Buhtz Weber Baas \| \| Wurzer \| Allenatori \| Oßwald \| |            |                                                                                   |                   |                                |
| |            |                                                                                   |                   |                                |
| Läpple 17’ Bühler 27’ | Marcatori  | 47’ Buhtz                                                                         |                   |                                |
| Schmid Retter Steimle Otterbach Ledl Barufka Läpple Schlienz Bühler Baitinger Blessing | Formazioni | Schepper Emberger Magel Schreiner Picard Keim Kaufhold Wirsching Buhtz Weber Baas |                   |                                |
| Wurzer | Allenatori | Oßwald                                                                            |                   |                                |

## Verdetti
- Stoccarda campione della Germania Ovest 1949-50.